# Odis Borjas
Odis Orlando Borjas Valencia (Puerto Cortés, Honduras, 3 de octubre de 1987) es un futbolista hondureño. Juega de lateral. 

## Biografía
Está casado con la porteña July Carranza, con quien tiene un hijo llamado Matías Borjas. July Carranza Es hija del experimentado exárbitro Marcio Carranza.

## Trayectoria
Inició su carrera jugando para el Platense FC, y fichó en 2011 por el CD Motagua, posteriormente regreso al equipo de sus amores Platense FC y concluyó su carrera profesional en el Club Deportivo Real España de la ciudad de San Pedro Sula. Actualmente reside en la ciudad de Míami en los Estados Unidos junto a su familia.

## Clubes
| Club        | País     | Año         |
| ----------- | -------- | ----------- |
| Platense    | Honduras | 2007 - 2010 |
| Motagua     | Honduras | 2011 - 2013 |
| Platense    | Honduras | 2013 - 2015 |
| Real España | Honduras | 2016 - 2018 |

## Palmarés

### Campeonatos nacionales
| Título                    | Club                   | País     | Año  |
| ------------------------- | ---------------------- | -------- | ---- |
| Liga Nacional de Honduras | Club Deportivo Motagua | Honduras | 2011 |
| Liga Nacional de Honduras | Real España            | Honduras | 2017 |